# Кхакьяб Дордже
Кхакьяб Дордже (1871, Шелкор, Цанг, Тибет — 1922) — Пятнадцатый Кармапа, глава линии Карма Кагью тибетского буддизма.
Сразу после своего рождения произнёс мантру Ченрезига «Ом Мани Пеме Хунг» . В пятилетнем возрасте он мог читать тексты. Его распознал Девятый Кьябген Друкчен. Кармапа получил все поучения Кагью от Джамгена Конгтрула Лодро Тхайе. Кхенчен Таши Озер и другие мастера завершили его образование.
Он отправился учить и давать посвящения по всему Тибету и сохранил многие редкие тексты, перепечатав их. В отличие от предыдущих Кармап, Кхакьяб Дордже был женат, у него было трое сыновей: Второй Джамгён Конгтрул Ринпоче, Дунгсе Джампа Ринпоче и Шамар Джамьянг Ринпоче. Ламам школ Кагью, Ньингма и Сакья разрешено иметь семью.
Среди его ближайших учеников были Ситу Пема Вангчок Гьялпо (в котором Кармапа узнал перерождение Ситупы), Второй Джамгён Конгтрул Ринпоче, Одиннадцатый Гьелцаб Ринпоче, Калу Ринпоче и Беру Кхьенце Лодре Мизай Джампай Гоча.